# Римский календарь

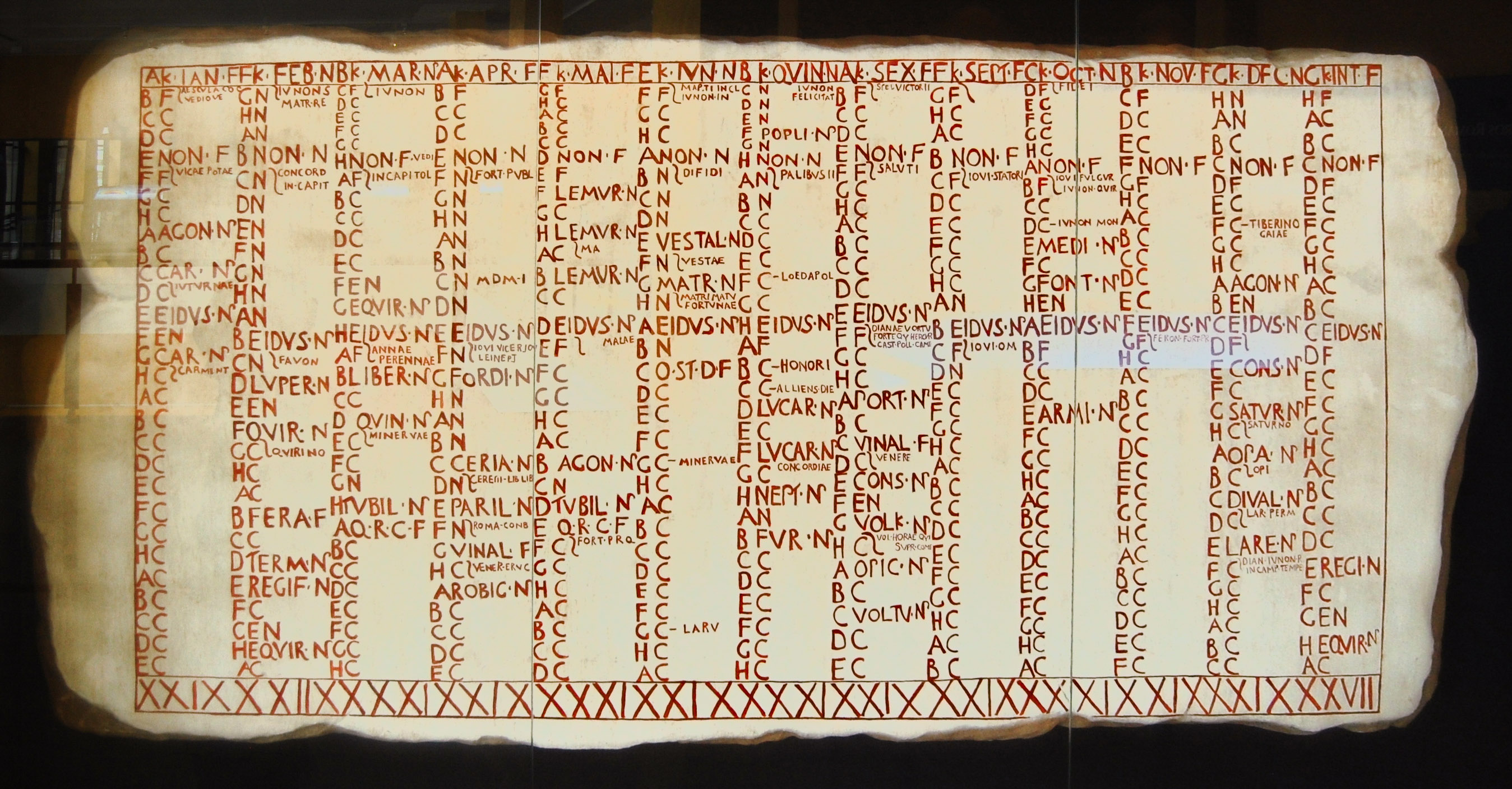
Копия с изображения доюлианского римского календаря Fasti Antiates в Анцио, 84—55 до н. э. Оригинал находится в Риме, в Национальном музее Термас

Древнеримский каменный календарь. Наверху изображены боги, управляющие днями недели, начиная с субботы. Посреди изображён зодиак, а слева и справа — числа месяца. III—IV века нашей эры

Римский календарь — календарь, использовавшийся в Римском царстве и Римской республике. Этот термин часто включает в себя юлианский календарь, установленный реформами диктатора Юлия Цезаря и императора Октавиана Августа в конце I века до нашей эры.

## Календарь

#### До Нумы Помпилия
Древнейший римский календарь содержал десять месяцев, причём первым месяцем считался март. Этот календарь был заимствован у греков; согласно традиционному мнению, его ввёл основатель и первый царь Рима Ромул в 738 году до н. э. Календарь содержал 304 дня. Первоначально месяцы обозначались лишь порядковыми номерами: первый, второй, третий и так далее. Примерно к концу VIII века до н. э. некоторые месяцы получили свои названия: первый месяц был назван Martius, в честь Марса — бога войны. Второй назван Aprilius, что означает «раскрывать», так как в этом месяце раскрываются почки на деревьях. Третий месяц — Maius, в честь Майи — италийской богини, покровительницы плодоносной земли. Четвёртый Iunius — в честь богини Юноны, супруги Юпитера. Оставшиеся месяцы сохраняли свои числовые обозначения: Quintilis (рус. Квинтилис) — пятый, Sextilis (рус. Секстилис) — шестой, September (рус. Септембер) — седьмой, October (рус. Октобер) — восьмой, November (рус. Новембер) — девятый, December (рус. Децембер) — десятый. Март, Май, Квинтилис имели по 31 дню, а остальные — по 30 дней. По свидетельству Макробия, римляне не разделяли на месяцы промежуток времени между концом десятого месяца и началом весны, но ждали её прихода, чтобы опять начать считать по месяцам.
Восемь названий месяцев этого календаря (март, апрель, май, июнь, сентябрь, октябрь, ноябрь, декабрь) сохранились во многих языках до настоящего времени.

#### После Нумы Помпилия
На рубеже VII и VI веков до н. э. из Этрурии был заимствован календарь, в котором год делился на 12 месяцев: январь и февраль следовали после декабря. Эта календарная реформа приписывается Нуме Помпилию, второму римскому царю. Год состоял из 355 дней: 4 месяца по 31 дню, 7 месяцев по 29 дней и месяц в 28 дней, но каждые несколько лет добавлялся дополнительный месяц. Всего в году могло быть 355, 377 или 378 дней.
Месяцы римского календаря (после реформы Нумы Помпилия) носили следующие названия:
| Название                         | Название   | Число дней | Примечание |
| латинское                        | русское    | Число дней | Примечание |
| -------------------------------- | ---------- | ---------- | --- |
| Martius                          | март       | 31         | в честь бога Марса |
| Aprilis                          | апрель     | 29         | лат. aperire — открывать, начало весны                                                                                |
| Maius                            | май        | 31         | в честь италийской богини Майи                                                                                        |
| Iunius                           | июнь       | 29         | по имени богини Юноны                                                                                                 |
| Quintilis, позже Iulius          | июль       | 31         | пятый; с 44 года до н. э. — июль, в честь Юлия Цезаря                                                                 |
| Sextilis, позже Augustus         | август     | 29         | шестой; с 8 года до н. э. — август, в честь Октавиана Августа                                                         |
| September                        | сентябрь   | 29         | седьмой |
| October                          | октябрь    | 31         | восьмой |
| November                         | ноябрь     | 29         | девятый |
| December                         | декабрь    | 29         | десятый |
| Januarius                        | январь     | 29         | по имени бога Януса                                                                                                   |
| Februarius                       | февраль    | 28         | месяц очищений, от лат. februare — очищать, приносить искупительную жертву в конце года                               |
| Mercedonius; Mensis intercalaris | мерцедоний | 22 или 23  | промежуточный месяц, вводился по решению великого понтифика раз в несколько лет; посвящался богине торговли Мерцедоне |

До календарной реформы Гая Юлия Цезаря (отсчёт времени по солнечному циклу начался с 45 года до н. э.) в конце февраля раз в несколько лет великий понтифик добавлял месяц мерцедоний. После этой реформы в каждом четвёртом году цикла вставлялся добавочный день перед шестым днём перед мартовскими календами (24 февраля), и назывался ante diem bis sextum Kalendas Martium — в повторный шестой день перед мартовскими календами.
Год с добавочным днём назывался bi(s)sextilis — с повторным шестым днём, откуда в русский язык (через посредство греческого) проникло название «високосный».
Обзор года назывался kalendarium (отсюда календарь), так же называлась и долговая книга, так как проценты платили во время календ.

#### Обозначения дней месяца (до 45 года до н. э.)
| День | Месяцы из 29 дней                                                   | Месяц из 28 дней | Месяцы из 31 дня                     | Нумерация (на примере мая) | Нумерация (на примере мая)                        | Нумерация (на примере мая) |
| День | январь, апрель, июнь, секстилий (август), сентябрь, ноябрь, декабрь | февраль          | март, май, квинтилий (июль), октябрь | Краткая форма              | Полная форма                                      | В переводе на русский язык |
| ---- | ------------------------------------------------------------------- | ---------------- | ------------------------------------ | -------------------------- | ------------------------------------------------- | -------------------------- |
| 1    | kalendae                                                            | kalendae         | kalendae                             | Kal. Mai.                  | Kalendis Maiis                                    | Майские календы            |
| 2    | IV                                                                  | IV               | VI                                   | a. d. VI Non. Mai.         | ante diem VI (sextum) Nonas Maias                 |                            |
| 3    | III                                                                 | III              | V                                    | a. d. V Non. Mai.          | ante diem V (quintum) Nonas Maias                 |                            |
| 4    | pridie                                                              | pridie           | IV                                   | a. d. IV Non. Mai.         | ante diem IV (quartum) Nonas Maias                |                            |
| 5    | nonae                                                               | nonae            | III                                  | a. d. III Non. Mai.        | ante diem III (tertium) Nonas Maias               |                            |
| 6    | VIII                                                                | VIII             | pridie                               | prid. Non. Mai.            | pridie Nonas Maias                                |                            |
| 7    | VII                                                                 | VII              | nonae                                | Non. Mai.                  | Nonis Maiis                                       | Майские ноны               |
| 8    | VI                                                                  | VI               | VIII                                 | a. d. VIII Id. Mai.        | ante diem VIII (octavum) Idus Maias               |                            |
| 9    | V                                                                   | V                | VII                                  | a. d. VII Id. Mai.         | ante diem VII (septimum) Idus Maias               |                            |
| 10   | IV                                                                  | IV               | VI                                   | a. d. VI Id. Mai.          | ante diem VI (sextum) Idus Maias                  |                            |
| 11   | III                                                                 | III              | V                                    | a. d. V Id. Mai.           | ante diem V (quintum) Idus Maias                  |                            |
| 12   | pridie                                                              | pridie           | IV                                   | a. d. IV Id. Mai.          | ante diem IV (quartum) Idus Maias                 |                            |
| 13   | idus                                                                | idus             | III                                  | a. d. III Id. Mai.         | ante diem III (tertium) Idus Maias                |                            |
| 14   | XVII                                                                | X                | pridie                               | prid. Id. Mai.             | pridie Idus Maias                                 |                            |
| 15   | XVI                                                                 | IX               | idus                                 | Id. Mai.                   | Idibus Maiis                                      | Майские иды                |
| 16   | XV                                                                  | VIII             | XVII                                 | a. d. XVII Kal. Iun.       | ante diem XVII (septimum decimum) Kalendas Iunias |                            |
| 17   | XIV                                                                 | VII              | XVI                                  | a. d. XVI Kal. Iun.        | ante diem XVI (sextum decimum) Kalendas Iunias    |                            |
| 18   | XIII                                                                | VI               | XV                                   | a. d. XV Kal. Iun.         | ante diem XV (quintum decimum) Kalendas Iunias    |                            |
| 19   | XII                                                                 | V                | XIV                                  | a. d. XIV Kal. Iun.        | ante diem XIV (quartum decimum) Kalendas Iunias   |                            |
| 20   | XI                                                                  | IV               | XIII                                 | a. d. XIII Kal. Iun.       | ante diem XIII (tertium decimum) Kalendas Iunias  |                            |
| 21   | X                                                                   | III              | XII                                  | a. d. XII Kal. Iun.        | ante diem XII (duodecimum) Kalendas Iunias        |                            |
| 22   | IX                                                                  | pridie           | XI                                   | a. d. XI Kal. Iun.         | ante diem XI (undecimum) Kalendas Iunias          |                            |
| 23   | VIII                                                                | terminalia       | X                                    | a. d. X Kal. Iun.          | ante diem X (decimum) Kalendas Iunias             |                            |
| 24   | VII                                                                 | VI               | IX                                   | a. d. IX Kal. Iun.         | ante diem IX (nonum) Kalendas Iunias              |                            |
| 25   | VI                                                                  | V                | VIII                                 | a. d. VIII Kal. Iun.       | ante diem VIII (octavum) Kalendas Iunias          |                            |
| 26   | V                                                                   | IV               | VII                                  | a. d. VII Kal. Iun.        | ante diem VII (septimum) Kalendas Iunias          |                            |
| 27   | IV                                                                  | III              | VI                                   | a. d. VI Kal. Iun.         | ante diem VI (sixtmum) Kalendas Iunias            |                            |
| 28   | III                                                                 | pridie           | V                                    | a. d. V Kal. Iun.          | ante diem V (quintum) Kalendas Iunias             |                            |
| 29   | pridie                                                              |                  | IV                                   | a. d. IV Kal. Iun.         | ante diem IV (quartum) Kalendas Iunias            |                            |
| 30   |                                                                     |                  | III                                  | a. d. III Kal. Iun.        | ante diem III (tertium) Kalendas Iunias           |                            |
| 31   |                                                                     |                  | pridie                               | prid. Kal. Iun.            | pridie Kalendas Iunias                            |                            |

### После Юлия Цезаря
Юлий Цезарь в 46 году до н. э., по совету египетского астронома Созигена, провёл коренную реформу календаря по образцу, принятому в Египте. Устанавливался четырёхгодичный солнечный цикл (365 + 365 + 365 + 366 = 1461 день) с неравной продолжительностью месяцев, принятой до сих пор: 30 дней в апреле, июне, сентябре и ноябре, 31 день — в январе, марте, мае, июле, августе, октябре и декабре, в феврале — 28 дней в течение трёх лет и 29 дней для четвёртого года.
Начало года Цезарь перенёс на 1 января, так как с этого дня консулы вступали в должность, начинался римский хозяйственный год.
Обозначение римлянами чисел месяца основывалось на выделении в нём трёх главных дней, связанных первоначально со сменой фаз луны:
1. 1-й день каждого месяца — календы (Kalendae или Calendae, сокр. Kal., Cal.); первоначально первый день новолуния, о котором возвещает верховный жрец (от лат. глагола calare — созывать, в данном случае для возвещения о новолунии).
2. 5-й или 7-й день месяца — ноны (Nonae, сокр. Non.), день первой четверти луны (от порядкового числительного nonus — девятый, 9-й день перед идами, считая день нон и ид).
3. 13-й или 15-й день месяца — иды (Idus, сокр. Id.); первоначально в лунном месяце середина месяца, день полнолуния (по этимологии римского учёного Варрона — от этрусского iduare — делить).

В марте, мае, июле, октябре ноны приходились на 7-е число, а иды — на 15-е, а в остальные месяцы — ноны на 5-е, а иды на 13-е число. В истории известны, например, мартовские иды — 15 марта 44 до н. э., день убийства Юлия Цезаря: Idus Martiae.
Названия этих дней (календы, ноны, иды) при обозначении даты ставились в аблатив времени (ablativus temporis): Idibus Martiis — в мартовские иды, Kalendis Januariis — в январские календы (1 января).
Дни, непосредственно предшествующие календам, нонам или идам, обозначались словом pridie — накануне (в вин. падеже): pridie Idus Decembres — накануне декабрьских ид (12 декабря).
Остальные дни обозначались посредством указания количества дней, оставшихся до ближайшего главного дня; при этом в счёт входили также день, который обозначался, и ближайший главный день (ср. по-русски «третьего дня» — позавчера): ante diem octavum Kalendas Apriles — за восемь дней до апрельских календ (25 марта), обычно писалось сокращённо a. d. VIII Kal. Apr.

## Неделя
Первоначально римляне использовали восьмидневные недели — нундины (лат. nundinae), в которых дни обозначались буквами: A, B, C, D, E, F, G, H. Деление месяца на семидневные недели, возникшее на Древнем Востоке, стало употребляться в Риме в I веке до н. э., откуда позднее распространилось по всей Европе.
В заимствованной (у греков) римлянами семидневной неделе только один день имел особое название — «суббота» (др. евр. sabbath — отдых, покой), остальные дни назывались порядковыми номерами в неделе: первый, второй и т. д.; ср. в русском понедельник, вторник и т. д., где «неделя» означала первоначально нерабочий день (от «не делать»). Римляне назвали дни недели по семи светилам халдейского ряда, используя имена богов римской мифологии: суббота — день Сатурна, дальше — день Солнца, Луны, Марса, Меркурия, Юпитера, Венеры.
Латинские названия, видоизменившись, отчасти сохраняются до сих пор в названиях дней недели в Западной Европе. В Китае, а также Японии и других странах, традиционно находившихся под влиянием Китая, для обозначения дней недели приняты те же планеты, что и в римской традиции, но используются их национальные названия, связанные с элементами традиционной китайской алхимии.
| Русский     | Латинский    | Французский | Испанский | Английский | Немецкий           | Финский     | Японский        | Китайский        | Перевод последних |
| ----------- | ------------ | ----------- | --------- | ---------- | ------------------ | ----------- | --------------- | ---------------- | ----------------- |
| понедельник | Lunae dies   | lundi       | lunes     | Monday     | Montag             | Maanantai   | 月曜日 Гэцуё:би | 月曜日 юэяожи    | День луны         |
| вторник     | Martis dies  | mardi       | martes    | Tuesday    | Dienstag           | Tiistai     | 火曜日 Каё:би   | 火曜日 хояожи    | День огня         |
| среда       | Mercuri dies | mercredi    | miércoles | Wednesday  | Mittwoch           | Keskiviikko | 水曜日 Суйё:би  | 水曜日 шуйяожи   | День воды         |
| четверг     | Jovis dies   | jeudi       | jueves    | Thursday   | Donnerstag         | Torstai     | 木曜日 Мокуё:би | 木曜日 муяожи    | День дерева       |
| пятница     | Veneris dies | vendredi    | viernes   | Friday     | Freitag            | Perjantai   | 金曜日 Кин'ё:би | 金曜日 цзиньяожи | День металла      |
| суббота     | Saturni dies | samedi      | sábado    | Saturday   | Samstag, Sonnabend | Lauantai    | 土曜日 Доё:би   | 土曜日 туяожи    | День земли        |
| воскресенье | Solis dies   | dimanche    | domingo   | Sunday     | Sonntag            | Sunnuntai   | 日曜日 Нитиё:би | 日曜日 жияожи    | День солнца       |

## Часы
Разделение суток на часы вошло в употребление со времени появления в Риме солнечных часов (лат. horologium solarium) в 291 году до н. э.; в 164 году до н. э. в Риме ввели водяные часы (лат. solarium ex aqua). День, как и ночь, был разделён на 12 часов. В разное время года продолжительность одного часа дня и одного часа ночи менялась. День — это время от восхода до захода солнца, ночь — от захода до восхода солнца. В равноденствие день считался с 6 часов утра до 6 часов вечера, ночь — с 6 часов вечера до 6 часов утра. Напр.: hora quarta diei — в четвёртом часу дня, то есть в 10 часов утра, 4 часа спустя после 6 часов утра.
Ночь делилась на 4 стражи по 3 часа каждая: prima vigilia — первая стража, secunda vigilia — вторая стража, tertia vigilia — третья стража и quarta vigilia — четвёртая стража.

## Летоисчисление
У римлян велись списки консулов (лат. fasti consulares). Консулы избирались ежегодно по два на год. Год обозначался по именам двух консулов данного года, имена ставились в аблятив (отложительный падеж), напр.: Marco Crasso et Gnaeo Pompeio consulibus — в консульство Марка Красса и Гнея Помпея (55 до н. э.).
С эпохи Августа (с 16 года до н. э.), наряду с датировкой по консулам, входит в употребление летоисчисление от предполагаемого года основания Рима (753 до н. э.): ab Urbe condita — от основания города, сокр. ab U. c., a. u. c.